# Critérium de la Dauphiné Libéré 2009
La 61ª edición del Critérium de la Dauphiné Libéré, disputado 7 y el 14 de junio de 2009, contó con un recorrido de 1030 km distribuidos en ocho etapas (dos de ellas contrarreloj, una corta y otra larga), con inicio en Nancy y final en Grenoble. La prueba se integraba en el UCI ProTour de ese año, siendo la octava carrera de dicho calendario.
El ganador final fue Alejandro Valverde. Le acompañaron en el podio Cadel Evans (vencedor de la clasificación por puntos) y Alberto Contador, respectivamente.
En las otras clasificaciones secundarias se impusieron Pierrick Fédrigo (montaña) y Astana (equipos).

## Equipos participantes
Tomaron parte en la carrera 19 equipos: los 18 de categoría UCI ProTeam (al ser obligada su participación); más 1 de categoría Profesional Continental mediante invitación de la organización la organización (BMC Racing Team). Los equipos participantes fueron:
| - Ag2r-La Mondiale - Astana - Bbox Bouygues Telecom - BMC Racing Team - Caisse d'Epargne - Cofidis, le Crédit en Ligne | - Euskaltel-Euskadi - Française des Jeux - Fuji-Servetto - Garmin-Slipstream - Lampre-NGC - Liquigas - Quick Step | - Rabobank - Silence-Lotto - Team Columbia-High Road - Team Katusha - Team Milram - Team Saxo Bank |

## Etapas

### Etapa 1. 7 de junio de 2009.Nancy, 12,1 km (CRI)

#### Resumen
La primera etapa fue una contrarreloj individual, mayoritariamente llana, pero con una cota de cuarta categoría en el kilómetro 3, la Côte du Haut-du-Lièvre. Tres de los favoritos finales ocuparon las plazas de pódium, beneficiándose de la mejora del tiempo, después de que Iván Gutiérrez liderara la etapa durante prácticamente una hora.

#### Clasificaciones
|   | Ciclista           | Equipo           | Tiempo  |
| - | ------------------ | ---------------- | ------- |
| 1 | Cadel Evans        | Silence-Lotto    | 15' 36" |
| 2 | Alberto Contador   | Astana           | + 8"    |
| 3 | Alejandro Valverde | Caisse d'Epargne | + 23"   |
| 4 | Sébastien Rosseler | Quick Step       | + 33"   |
| 5 | Vincenzo Nibali    | Liquigas         | + 34"   |

|   | Ciclista           | Equipo           | Tiempo  |
| - | ------------------ | ---------------- | ------- |
| 1 | Cadel Evans        | Silence-Lotto    | 15' 36" |
| 2 | Alberto Contador   | Astana           | + 8"    |
| 3 | Alejandro Valverde | Caisse d'Epargne | + 23"   |
| 4 | Sébastien Rosseler | Quick Step       | + 33"   |
| 5 | Vincenzo Nibali    | Liquigas         | + 34"   |

### Etapa 2. 8 de junio de 2009.Nancy-Dijon, 228 km

#### Resumen
Fue la etapa más larga de esta edición, con un recorrido básicamente llano, con sólo dos cotas de cuarta categoría a falta de 100 km para meta.
Un grupo de cinco ciclistas se escaparon en el primer kilómetro y consiguieron una diferencia de hasta seis minutos, pero fueron neutralizados a falta de 6 km. A partir de este momento diferentes ciclistas intentaron evitar la victoria de los sprínters. David Millar casi lo consiguió, pero los sprínters se le echaron encima en la última recta. Angelo Furlan se impuso a Marcus Zberg y Tom Boonen.

#### Clasificaciones
|   | Ciclista       | Equipo             | Tiempo    |
| - | -------------- | ------------------ | --------- |
| 1 | Angelo Furlan  | Lampre-N.G.C.      | 5h 35'04" |
| 2 | Markus Zberg   | BMC Racing         | m.t.      |
| 3 | Tom Boonen     | Quick Step         | m.t.      |
| 4 | Marco Bandiera | Lampre-NGC         | m.t.      |
| 5 | Marcel Sieberg | Columbia-High Road | m.t.      |

|   | Ciclista           | Equipo           | Tiempo    |
| - | ------------------ | ---------------- | --------- |
| 1 | Cadel Evans        | Silence-Lotto    | 5h 50'40" |
| 2 | Alberto Contador   | Astana           | + 8"      |
| 3 | Alejandro Valverde | Caisse d'Epargne | + 23"     |
| 4 | Sébastien Rosseler | Quick Step       | + 33"     |
| 5 | Vincenzo Nibali    | Liquigas         | + 34"     |

### Etapa 3. 9 de junio de 2009.Tournus-Saint-Étienne, 182 km

#### Resumen
Nueva etapa básicamente llana, con cuatro pequeñas cotas de cuarta categoría, la última de ellas a 40 km de la meta.
Un grupo de cinco ciclistas se escapó en el km 34 y consiguieron llegar a la meta con más de un minuto y medio respecto al gran grupo. Niki Terpstra ganó el esprint y le arrebató el maillot amarillo a Cadel Evans.

#### Clasificaciones
|   | Ciclista        | Equipo                      | Ciclista   |
| - | --------------- | --------------------------- | ---------- |
| 1 | Niki Terpstra   | Milram                      | 4h 32' 34" |
| 2 | Ludovic Turpin  | Ag2r-La Mondiale            | m.t.       |
| 3 | Yuri Trofímov   | Bbox Bouygues Telecom       | m.t.       |
| 4 | Rémi Pauriol    | Cofidis, le Crédit en Ligne | m.t.       |
| 5 | Íñigo Landaluze | Euskaltel-Euskadi           | m.t.       |

|   | Ciclista       | Equipo                      | Ciclista    |
| - | -------------- | --------------------------- | ----------- |
| 1 | Niki Terpstra  | Milram                      | 10h 23' 45" |
| 2 | Rémi Pauriol   | Cofidis, le Crédit en Ligne | + 26"       |
| 3 | Yuri Trofímov  | Bbox Bouygues Telecom       | + 27"       |
| 4 | Ludovic Turpin | Ag2r-La Mondiale            | + 36"       |
| 5 | Cadel Evans    | Silence-Lotto               | + 1' 01"    |

### Etapa 4.ª. 10 de junio de 2009.Bourg-lès-Valence-Valence, 42,4 km (CRI)

#### Resumen
Segunda contrarreloj individual de la presente edición, con una pequeña cota de cuarta categoría en mitad del recorrido.

#### Clasificaciones
|   | Ciclista         | Equipo             | Tiempo  |
| - | ---------------- | ------------------ | ------- |
| 1 | Bert Grabsch     | Columbia-High Road | 51' 26" |
| 2 | Cadel Evans      | Silence-Lotto      | + 7"    |
| 3 | David Millar     | Garmin-Slipstream  | + 39"   |
| 4 | František Raboň  | Columbia-High Road | + 40"   |
| 5 | Alberto Contador | Astana             | + 52"   |

|   | Ciclista         | Equipo             | Tiempo      |
| - | ---------------- | ------------------ | ----------- |
| 1 | Cadel Evans      | Silence-Lotto      | 11h 16' 19" |
| 2 | Alberto Contador | Astana             | + 45"       |
| 3 | Bert Grabsch     | Columbia-High Road | + 48"       |
| 4 | František Raboň  | Columbia-High Road | + 1' 07"    |
| 5 | David Millar     | Garmin-Slipstream  | + 1' 09"    |

### Etapa 5.ª. 11 de junio de 2009.Valence-Mont Ventoux, 154 km

#### Resumen
La primera de las cuatro etapas de monataña, en el que los ciclistas tenían que ascender el Mont Ventoux, donde se situaba la línea de meta. La primera parte de la etapa era llana con tres cotas de cuarta categoría y una de tercera.
Fue una exhibición de Alejandro Valverde en el Mont Ventoux. A falta de 9 km y medio atacó al gran grupo y consiguió ventaja junto con el polaco Sylwester Szmyd. La ventaja no hizo más que aumentar y les permitió jugarse la etapa. Alejandro Valverde sería el nuevo líder y por tal motivo cedió la victoria de etapa a su compañero de fuga en agradecimiento al gran entendimiento entre ambos.

#### Clasificaciones
|   | Ciclista           | Equipo           | Tiempo   |
| - | ------------------ | ---------------- | -------- |
| 1 | Sylwester Szmyd    | Liquigas         | 4h 5' 4" |
| 2 | Alejandro Valverde | Caisse d'Epargne | m.t.     |
| 3 | Haimar Zubeldia    | Astana           | + 1' 14" |
| 4 | Robert Gesink      | Rabobank         | + 1' 50" |
| 5 | Jakob Fuglsang     | Saxo Bank        | + 1' 59" |

|   | Ciclista           | Equipo            | Tiempo      |
| - | ------------------ | ----------------- | ----------- |
| 1 | Alejandro Valverde | Caisse d'Epargne  | 15h 23' 17" |
| 2 | Cadel Evans        | Silence-Lotto     | + 16"       |
| 3 | Alberto Contador   | Astana            | + 1' 04"    |
| 4 | David Millar       | Garmin-Slipstream | + 1' 43"    |
| 5 | Haimar Zubeldia    | Astana            | + 2' 21"    |

### Etapa 6.ª. 12 de junio de 2009.Gap-Briançon, 106 km

#### Resumen
Etapa muy corta, con otro puerto de categoría especial, el Col d'Izoard, a sólo 20 km a meta, en Briançon. La línea de llegada estaba en ligera subida.
Catorce ciclistas se escaparon en los primeros compases de la etapa. Pierrick Fédrigo, Jurgen Van de Walle, Stéphane Goubert y Juan Manuel Gárate rompieron el grupo en la ascensión al Col d'Izoard. En el descenso se unió al grupo Lars Bak. Fédrigo ganó la etapa y Alejandro Valverde llegó junto a Cadel Evans, manteniendo el maillot amarillo.

#### Clasificaciones
|   | Ciclista            | Equipo                | Tiempo     |
| - | ------------------- | --------------------- | ---------- |
| 1 | Pierrick Fédrigo    | Bbox Bouygues Telecom | 2h 48' 17" |
| 2 | Jurgen Van de Walle | Quick Step            | + 4"       |
| 3 | Stéphane Goubert    | Ag2r-La Mondiale      | + 5"       |
| 4 | Juan Manuel Gárate  | Rabobank              | + 14"      |
| 5 | Lars Bak            | Team Saxo Bank        | + 25"      |

|   | Ciclista           | Equipo            | Tiempo      |
| - | ------------------ | ----------------- | ----------- |
| 1 | Alejandro Valverde | Caisse d'Epargne  | 18h 15' 46" |
| 2 | Cadel Evans        | Silence-Lotto     | + 16"       |
| 3 | Alberto Contador   | Astana            | + 1' 04"    |
| 4 | Mikel Astarloza    | Euskaltel-Euskadi | + 1' 49"    |
| 5 | David Millar       | Garmin-Slipstream | + 1' 52"    |

### Etapa 7.ª. 13 de junio de 2009.Briançon-Saint-François-Longchamp, 157 km

#### Resumen
Etapa reina con dos puertos de categoría especial: el Galibier y la Croix de Fer, con la meta en un puerto de primera categoría en Saint-François-Longchamp.
David Moncoutié ganó la etapa en solitario. Por detrás Cadel Evans atacó sin despegar en ningún momento a Alejandro Valverde. Alberto Contador, reservando para el Tour no atacó en ningún momento, y finalmente perdió 12" en la meta.

#### Clasificaciones
|   | Ciclista           | Equipo                      | Tiempo     |
| - | ------------------ | --------------------------- | ---------- |
| 1 | David Moncoutié    | Cofidis, le Crédit en Ligne | 4h 44' 26" |
| 2 | Robert Gesink      | Rabobank                    | + 41"      |
| 3 | Cadel Evans        | Silence-Lotto               | m.t.       |
| 4 | Alejandro Valverde | Caisse d'Epargne            | m.t.       |
| 5 | Jakob Fuglsang     | Saxo Bank                   | + 53"      |

|   | Ciclista           | Equipo            | Tiempo      |
| - | ------------------ | ----------------- | ----------- |
| 1 | Alejandro Valverde | Caisse d'Epargne  | 23h 00' 53" |
| 2 | Cadel Evans        | Silence-Lotto     | + 16"       |
| 3 | Alberto Contador   | Astana            | + 1' 18"    |
| 4 | Robert Gesink      | Rabobank          | + 2' 41"    |
| 5 | Mikel Astarloza    | Euskaltel-Euskadi | + 3' 40"    |

### Etapa 8.ª. 14 de junio de 2009.Faverges-Grenoble, 146 km

#### Resumen
Última etapa de montaña, con dos puertos de tercera categoría y uno de primera a 27 km de la línea de meta.
Stef Clement ganó la etapa por delante de su compañero de fuga Timothy Duggan. Evans volvió a intentar arrebatarle los 16" que Valverde le tenía de ventaja, pero en ningún momento consiguió despegarle de rueda.

#### Clasificaciones
|   | Ciclista            | Equipo             | Tiempo     |
| - | ------------------- | ------------------ | ---------- |
| 1 | Stef Clement        | Rabobank           | 3h 30' 17" |
| 2 | Timothy Duggan      | Garmin-Slipstream  | m.t.       |
| 3 | Sébastien Joly      | Française des Jeux | + 2"       |
| 4 | Adam Hansen         | Columbia-High Road | + 1' 31"   |
| 5 | Alexandre Kuchynski | Liquigas           | m.t.       |

|   | Ciclista           | Equipo            | Tiempo      |
| - | ------------------ | ----------------- | ----------- |
| 1 | Alejandro Valverde | Caisse d'Epargne  | 26h 33' 15" |
| 2 | Cadel Evans        | Silence-Lotto     | + 16"       |
| 3 | Alberto Contador   | Astana            | + 1' 18"    |
| 4 | Robert Gesink      | Rabobank          | + 2' 41"    |
| 5 | Mikel Astarloza    | Euskaltel-Euskadi | + 3' 40"    |

## Clasificaciones finales

### Clasificación general
| Posición | Ciclista            | Equipo             | Tiempo      |
| -------- | ------------------- | ------------------ | ----------- |
|          | Alejandro Valverde  | Caisse d'Epargne   | 26h 33' 15" |
| 2        | Cadel Evans         | Silence-Lotto      | + 16"       |
| 3        | Alberto Contador    | Astana             | + 1' 18"    |
| 4        | Robert Gesink       | Rabobank           | + 2' 41"    |
| 5        | Mikel Astarloza     | Euskaltel-Euskadi  | + 3' 40"    |
| 6        | Jakob Fuglsang      | Saxo Bank          | + 4' 08"    |
| 7        | Vincenzo Nibali     | Liquigas           | + 4' 21"    |
| 8        | Haimar Zubeldia     | Astana             | + 5' 05"    |
| 9        | David Millar        | Garmin-Slipstream  | + 5' 28"    |
| 10       | Christophe Le Mével | Française des Jeux | + 6' 19"    |

### Clasificación de la montaña
| Posición | Ciclista           | Equipo                      | Puntos |
| -------- | ------------------ | --------------------------- | ------ |
|          | Pierrick Fédrigo   | Bbox Bouygues Telecom       | 111    |
| 2        | David Moncoutié    | Cofidis, le Crédit en Ligne | 88     |
| 3        | Juan Manuel Gárate | Rabobank                    | 71     |

### Clasificación por puntos
| Posición | Ciclista           | Equipo           | Puntos |
| -------- | ------------------ | ---------------- | ------ |
|          | Cadel Evans        | Silence-Lotto    | 97     |
| 2        | Alberto Contador   | Astana           | 66     |
| 3        | Alejandro Valverde | Caisse d'Epargne | 59     |

### Clasificación por equipos
| Posición | Equipo           | Tiempo      |
| -------- | ---------------- | ----------- |
|          | Astana           | 79h 58' 20" |
| 2        | Rabobank         | + 4' 41"    |
| 3        | Ag2r-La Mondiale | + 5' 56"    |

## Evolución de las clasificaciones
| Etapa (Vencedor)               | Clasificación general | Clasificación de la montaña | Clasificación por puntos | Clasificación por equipos |
| ------------------------------ | --------------------- | --------------------------- | ------------------------ | ------------------------- |
| 1.ª etapa (CRI) (Cadel Evans)  | Cadel Evans           | Cadel Evans                 | Cadel Evans              | Silence-Lotto             |
| 2.ª etapa (Angelo Furlan)      | Cadel Evans           | Alexandre Pichot            | Cadel Evans              | Silence-Lotto             |
| 3.ª etapa (Niki Terpstra)      | Niki Terpstra         | Rémi Pauriol                | Niki Terpstra            | Milram                    |
| 4.ª etapa (CRI) (Bert Grabsch) | Cadel Evans           | Rémi Pauriol                | Cadel Evans              | Columbia-High Road        |
| 5.ª etapa (Sylwester Szmyd)    | Alejandro Valverde    | Sylwester Szmyd             | Cadel Evans              | Astana                    |
| 6.ª etapa (Pierrick Fédrigo)   | Alejandro Valverde    | Pierrick Fédrigo            | Cadel Evans              | Astana                    |
| 7.ª Etapa (David Moncoutié)    | Alejandro Valverde    | Pierrick Fédrigo            | Cadel Evans              | Astana                    |
| 8.ª etapa (Stef Clement)       | Alejandro Valverde    | Pierrick Fédrigo            | Cadel Evans              | Astana                    |
| Final                          | Alejandro Valverde    | Pierrick Fédrigo            | Cadel Evans              | Astana                    |